# گیاه‌پارچ تخم‌مرغی
گیاه‌پارچ تخم‌مرغی (نام علمی: Nepenthes ovata)، یک گونه از سرده گیاه‌پارچ‌ها است.